# 又吉雄二
又吉 雄二（またよし ゆうじ、1981年－）は、日本の実業家。株式会社フロアエージェント代表取締役社長、DXマテリアル株式会社代表。海外視察を行い最先端技術を取り入れた機械化を推進。コンクリート工事専門家として、月刊『近代建築』などの専門誌に論文を発表したり、建設業を対象としたセミナーなどで講演するなど多方面で活躍。2021年には、リチウムイオンバッテリー使用により排気ガス0を達成した自動走行式無人コンクリート床ならしロボット「リバイブロボ」及び、施工者の視点で3種の床レベリング材を開発。床精度の向上や業界の省力化に貢献した。

## 人物
2006年に床専門工事会社として、フロアエージェントを設立。コンクリートや樹脂など普遍的な材料を用いて、工場、倉庫、店舗、個人宅、公共施設、道路舗装などインフラ整備に至る多種多様な工事で業績を伸ばす。トライ&エラーから学ぶ現場主義のもと、海外の新工法や最新の技術を取り入れて、作業のやりやすさ、技術・品質・効率の向上を図った。特にアメリカ製の最新型自動床均し機をいち早く使用した「再振動高密度コンクリート工法」を採用し、大型倉庫などのコンクリート床施工は高く評価され、大型車両の往来が激しい物流施設や道路舗装の施工などの日本国内での普及に弾みをつけた。さらに新たな工法であるLCS工法（ロジスティック コンクリート フィニッシングシステム）＋不陸調整法を採用することで、さらに高い床精度（±3㎜以下且つ平滑な表面）が要求される場面でも対応可能とした。
2021年には、リモコンによるボタン操作で「締め固め」と「ならし」が行える自動走行式無人コンクリート床ならしロボット「リバイブロボ」を開発し、省力化や生産性、品質の向上を実現。コンクリートのひび割れを抑えるために重要な締め固めに大きな効果があり、全体で均一に強固な床造りを可能とした。従来の方法では1000㎡に対して熟練工10-11人工が必要であったが、リバイブロボでは6-7人工を可能とした。また、リチウムイオンバッテリー使用により排気ガス0を達成し環境にも配慮している。
学会・研究会に参加。専門誌に論文を発表し、セミナーで講演、YouTube番組にゲスト出演など多面的な活動を行っている。

## 経歴

### コンクリート工事との出会い
1981年、沖縄県うるま市生まれ。沖縄県立美里工業高等学校機械科を卒業後、コンクリート工事現場でアルバイトを経験するが「世の中に、こんなきつい仕事があるのか」と感じるとともに、自分が人に雇われるに向いていない性分であると悟る。そのために自分で仕事を請けられるよう、仕事の内容を広く深く身につけるために、地元をはじめ、大阪・名古屋などの多くの会社で経験を積み、コンクリート仕上げ工の腕を磨く。独立をするために、19歳の又吉は現場でクレームが発生するたびに、当事者に代わって謝りに行く役割をすすんで引き受けるが、これはどういう理由でクレームが出るのかを知るためであった。コンクリート工事では、打った後でのやり直しは利かず、修正も難しく、失敗が許されない。独立に際し、困りごとが起きないよう、クレーム事例から学ぶ必要があったためで、謝罪に行った先でユーザーが指摘する問題点に全神経を集中させたという。

### 上京
成人式を終えると直ちに上京。しかし、強い沖縄訛りで苦戦。ビジネス書を読み漁り、経営とマーケティングを学び実践。直接、人に会わずに営業活動ができる方法として、パソコンでチラシを作って撒くという方法を思いつく。これは、読書を通じて得た知識やものの考え方を、人に伝え仕事に反映する実践の場になったという。

### フロアエージェント設立
当初は、個人事業主として約15人の職人と連携して仕事を請け負っていたが、2006年には床専門工事会社としてフロアエージェントを設立。又吉は日本では「作業」と「仕事」が明確に分担されないため機械化が遅れ、海外などに比較し労働生産制で引けをとっていると考えており、「作業」部分の機械化とそれによる生産性の向上には積極的に取り組んだ。フロアエージェントの最新技術の導入は、少人数での施工を可能としたことで生産性を向上させ、そのことが対顧客にとどまらず、従業員の給与面での待遇向上や週休2日制の堅持に加え、業界全体の問題であった人手不足の解消を実現した。また、素早い対応が可能なインターネットを通じた受注に注力したり、ホームページの顧客の悩み別の作成やLINEの導入などを取り入れ、会社として早急な対応を可能とした。
ラスベガスで毎年開催されるワールド・オブ・コンクリートに出席。世界最大級の企業各社の倉庫を見学。世界に出た又吉は、生産性を高めることの大切さと品質を追求することの重要性を痛感。アメリカの大規模倉庫の施工現場で、広いところは機械で合理的に仕上げ、細かいところを大柄な職人らが膝パッドを着け、かがんで丁寧に作業している光景に感銘を受ける。さらに、中国では、高性能な機械を使っていることに衝撃を受ける。又吉は、生産性、品質、機械開発のトップは依然アメリカだと考えているが、中国ではアメリカ製と同等、あるいはそれ以上の品質の機械を5分の1以下の価格で供給されていた事実を知り、現地で肉眼で見、実体験する意義を体感する。
アメリカ、中国、シンガポール、ミャンマー、ラオス、ベトナムなど、先進国も途上国も見て、日本の技術がどの辺の位置にあるを確認した又吉は、「日本のコンクリート施工技術はトップレベルにあるが、過剰に品質を追求し合理性がない。生産性を上げることにもっと力を注ぐべき。それが伴えば、世界で戦えるレベルになる」と考え、生産性を上げるに当たり、施工の機械化と職人の手仕事との高い次元での融合を目指し、職人の働き方改革と施工の機械化を同時に推し進めた。その結果、コンクリート施工においては、いち早く自動コンクリート均し機を導入することで、施工品質と作業効率を劇的に改善させ、職人の働きやすい環境の整備のため、正社員を採用。快適な3棟の社員寮を用意するなどした。職人の出身地は、日本のほか、セネガル、オーストラリアなどで、ベトナムの技能実習生も受け入れている。
2019年（平成31年）3月竣工の墨田区立吾嬬立花中学校新築工事を始め、7月5日竣工の三井不動産インダストリアルパーク羽田新築工事、2021年（令和3年）7月1日竣工の先進的物流施設である「JMT葛西A棟」（江戸川区葛西トラックターミナル内、アスクル専用施設）建設工事、同年7月21日竣工の先進的物流施設である「GLP北本」（埼玉県、日本GLP）建設工事に などを手掛ける。
また、又吉が代表を務めるDXマテリアルでは、荒均し作業の身体への負担を軽減し人出不足を解消を実現するものとして、コンクリートかっぱぎマシン "KAPPER"（カッパー）が発売された。

## 論文
- 『土間仕上げの品質アップと省力化を兼ねた施工法』

その他多数。

## 所属団体
- 日本建築仕上学会
- 日本床施工技術研究協議会